# Louis J. Ignarro
Louis J. Ignarro, född 31 maj 1941 i New York, USA, är en amerikansk nobelpristagare i fysiologi eller medicin. Han mottog priset 1998 för sina "upptäckter rörande kväveoxid som en signalmolekyl i hjärt-kärlsystemet". Han delade priset med sina landsmän Robert F. Furchgott och Ferid Murad. Ignarro tog doktorsexamen i farmakologi vid University of Minnesota 1966. Han är professor i farmakologi vid UCLA School of Medicine's.

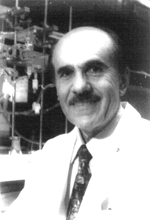
Louis J. Ignarro

Kväveoxid (NO) är en gas som överför signaler i kroppen. Kväveoxid som produceras i en cell, tränger igenom cellmembranen till andra celler och reglerar funktionen i dessa. Att en gas kan ha denna funktion är en helt ny upptäckt. 
Robert F Furchgott studerade effekten av olika mediciner på blodkärlen och fick flera gånger motsägande resultat. En och samma medicin orsakade ibland sammandragning och vid andra tillfällen utvidgning av kärlen. Han funderade på om dessa variationer kunde bero på om ytcellerna i kärlens väggar var skadade eller inte. 1980 visade han att utvidgningen av kärlen endast skedde om cellerna var oskadade och att det skedde genom att cellerna producerade en speciell signalmolekyl. Han kallade denna molekyl ERDF (endothelium-derived relaxing factor).
Ignarro deltog i sökandet efter ERDF:s kemiska sammansättning och fann till slut att ERDF var identiskt med kväveoxid.
Louis J. Ignarro sitter i The Scientific Advisory Board för Herbalife, men har enligt sin biografi inte forskat eller arbetat med näringslära under sin yrkesverksamma tid.